# Église Hillsong
Cet article concerne l’Église Hillsong, pour les homonymes voir la page Hillsong
L'Église Hillsong (anglais : Hillsong Church) est une association chrétienne évangélique internationale d'églises charismatiques, basée à Sydney, en Australie. Ses dirigeants sont Phil et Lucinda Dooley. L'Église a été confrontée à divers scandales, notamment des inconduites et des abus sexuels de la part de pasteurs et des détournements de dons.

## Histoire
L'Église est fondée en août 1983 sous le nom de « Hills Christian Life Center » par le pasteur Brian Houston, fils du pasteur Frank Houston, et sa femme Bobbie après leur installation à Sydney en 1978 en provenance de Nouvelle-Zélande,. Elle compte 45 individus à ses débuts. Elle fait alors partie de la branche australienne des Assemblées de Dieu.
En 1997, l'église déménage d'abord dans les nouveaux locaux de Baulkham Hills en banlieue nord de Sydney, puis l'église change de nom en 1999 pour Hillsong, du fait de la renommée bien supérieure de ce nom par rapport à son appellation d'origine, qui lui n'avait pas été le sujet du branding des productions musicales,. L'église-mère de Hillsong, Sydney CLC, fusionne vers la même époque avec Hillsong.
Après une nouvelle croissance importante de la congrégation, un auditorium de 3 500 places est  inauguré en 2002 par le Premier ministre australien de l'époque, John Howard,.
En 2013, Hillsong music avait vendu plus de 14 millions d’album.
En juin 2016, l'église lance la chaîne de télévision Hillsong Channel.
En septembre 2018, Hillsong a quitté les Assemblées de Dieu d'Australie (Australian Christian Churches) pour devenir une association autonome, s’identifiant davantage comme une Église globale, de courant  charismatique.
En 2018, elle comptait 80 églises.
Brian Houston démissionne des conseils d’administration de l’Église en septembre 2021 accusé de « dissimulation d’infractions sexuelles contre des enfants ». En janvier 2022, Houston annonce se retirer temporairement de la direction de l’Église pour cette raison et présente les nouveaux dirigeants Phil et Lucinda Dooley . Puis en mars 2022, à la suite des révélations de plaintes pour inconduite par deux femmes, il quitte définitivement la direction de l’Église. Deux semaines après ce scandale, neuf des seize Églises Hillsong des États-Unis annoncent leurs décisions de quitter le réseau mondial Hillsong,.

## Statistiques

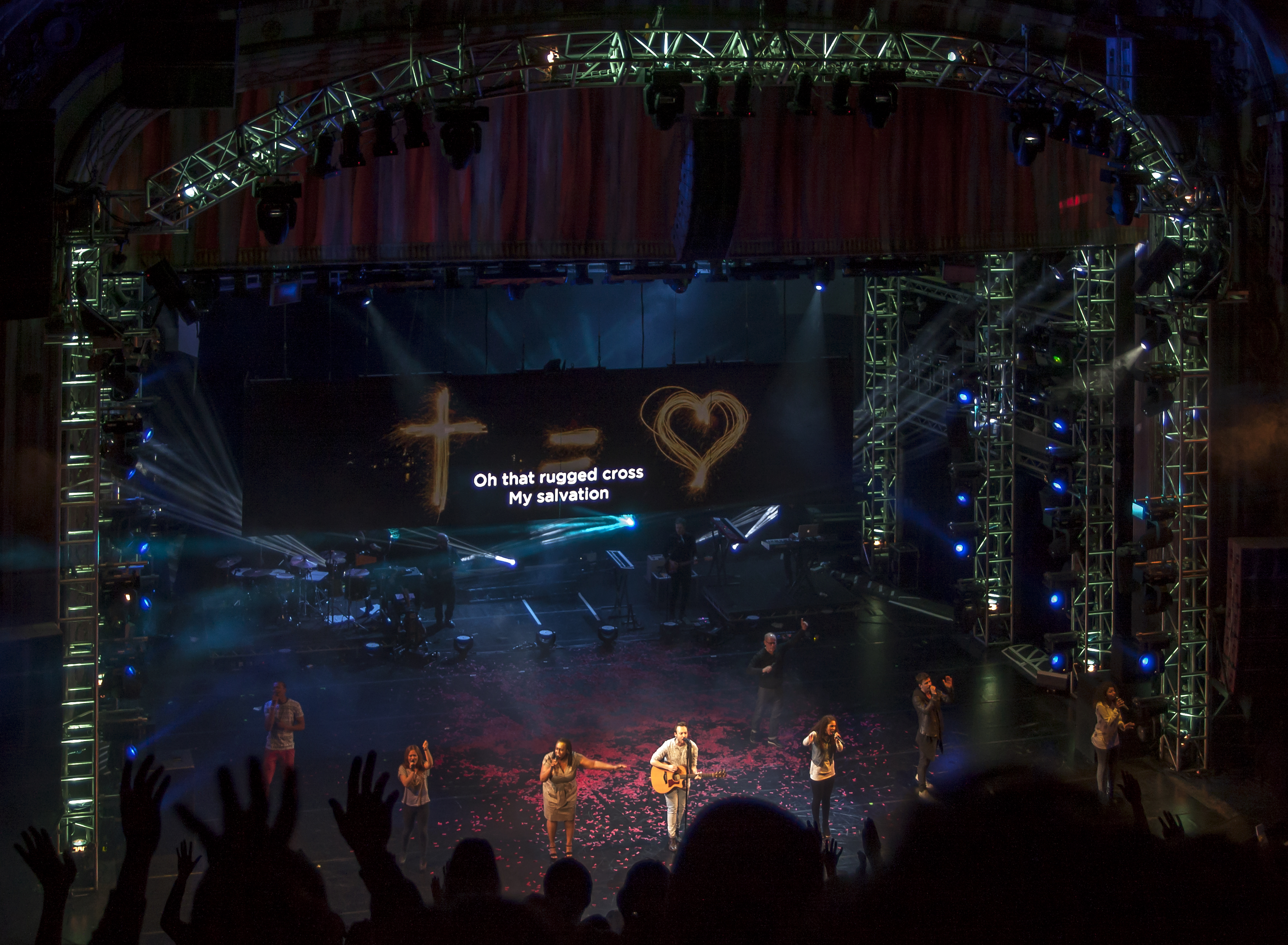
Service à Hillsong Church London en 2013

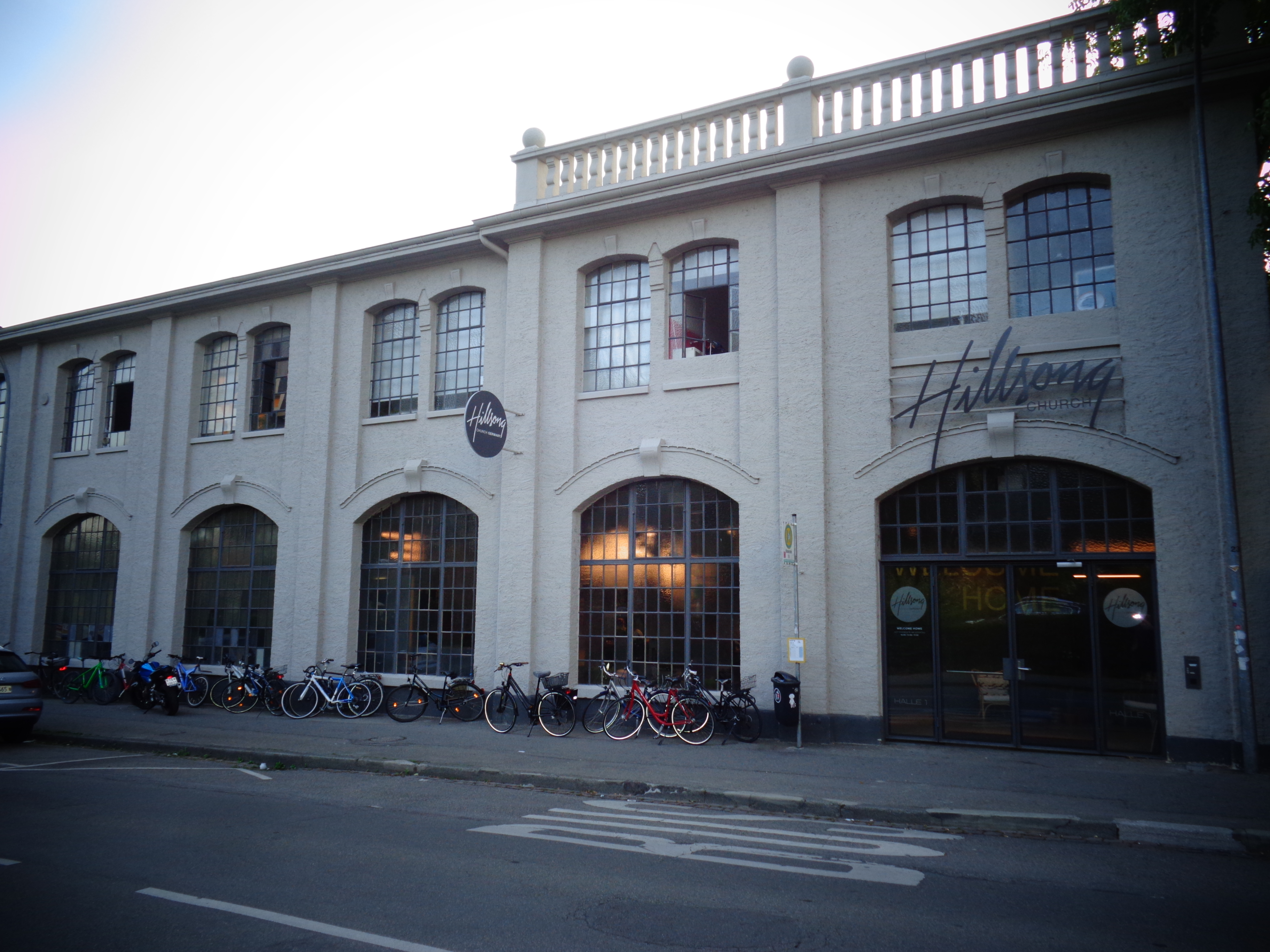
Hillsong Church Constance, Allemagne.

Selon un recensement de l’association d’églises en 2024, elle aurait des églises en Australie et dans 27 pays.
En 2025, elle avait les megachurches suivantes (avec des fréquentations de plus de 2 000 personnes): Londres (8 000 personnes), Kiev (3 000 personnes), Stockholm (2 000) Paris (3 000), New York (7 000 personnes), Los Angeles (2 500 personnes).

## Hillsong Family
L’église a établi le réseau Hillsong Family qui réunit des églises qui ne portent pas le nom Hillsong mais qui sont des partenaires.

## Ministères
Hillsong Church gère de nombreux ministères différents en plus des services de fin de semaine et des événements. Des petits groupes de connexion (7 à 20 personnes) se réunissent sur une base bimensuelle à travers Sydney et dans le monde. Les principaux ministères de l'Église comprennent: Sisterhood pour les femmes,  Hillsong MEN pour les hommes, Young and Free pour les jeunes du collège et lycée, Hillsong Kids les enfants de maternelle et primaire, Hillsong United pour les post-bac. Il y a également l’organisation Hillsong City Care et Because You Can qui viennent en aide aux démunis par des actions humanitaires. The A21 Campaign, organisation non gouvernementale qui lutte contre l'esclavage humain moderne au niveau mondial, est partenaire de l’église.

## Institut biblique
L'église a établi un Institut de théologie évangélique, le Hillsong International Leadership College situé à Sydney,. Les études théologiques à Hillsong College s'échelonnent de 1 à 7 ans.

## Croyances
L'association a une confession de foi charismatique,.

## Musique

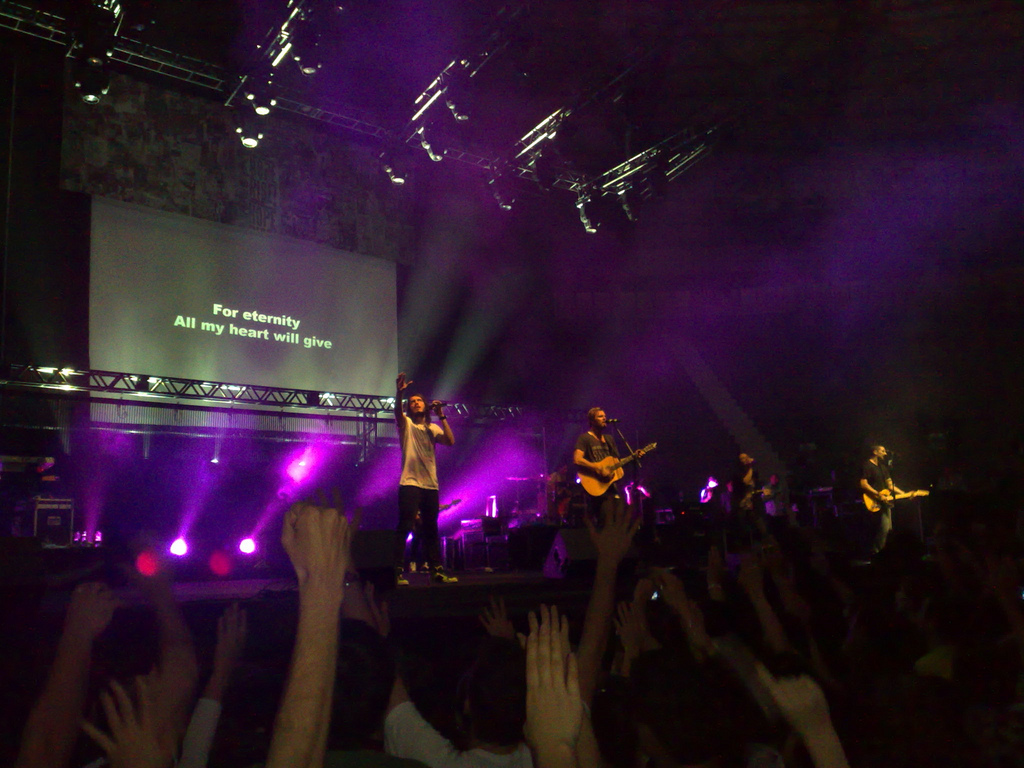
Concert d’Hillsong United au Brésil, en 2009.

Au niveau international, les chants d'Hillsong ont eu une influence considérable dans la musique chrétienne contemporaine et les églises évangéliques,,,,. En 2015, Hillsong Music a réalisé plus de 65 albums depuis 1988 et en a vendu plus de 15 millions. Hillsong Music se décline en Hillsong Worship, au rythme d'un album chaque année, pour l'église Hillsong en général, Hillsong Young and Free, un groupe issu des rencontres de jeunes et Hillsong United qui a produit 11 albums depuis sa fondation à 2018.
En 2016, Hillsong United a fait l'objet d'un documentaire, Hillsong: Let Hope Rise.
En 2018, Brian Houston a affirmé que toutes les chansons d'Hillsong sont révisées par des théologiens.

## Affaires sexuelles
En janvier 2021, le pasteur de Hillsong Dallas, Reed Bogard, a démissionné deux semaines avant qu'une enquête interne révèle qu'il avait été accusé d'avoir violé une collègue alors qu'il servait à Hillsong New York entre 2013 et 2014. Hillsong Australia avait été mis au courant de l'affaire dans la seconde moitié de 2014, mais n’aurait rien fait. Hillsong a suspendu le campus de Dallas en avril 2021.
En mai 2021, Leona Kimes, membre de l'église de Hillsong à Boston et ancienne employée de Carl Lentz, avance des allégations selon lesquelles ce dernier, l’a soumise à « l’intimidation, à l’abus de pouvoir et à des abus sexuels » de 2011 à 2017.
En août 2021, Brian Houston, cofondateur de l'Église Hillsong, est inculpé pour ne pas avoir dénoncé les actes de pédophilie de son père Frank Houston (en) commis dans les années 1970. Ce dernier était alors prédicateur de l'église des Assemblées de Dieu. En août 2023, un tribunal australien l’a déclaré non coupable d’avoir dissimulé les abus de son père. Le juge a statué que Houston n’avait pas signalé à la police les abus de son père, parce qu’il souhaitait respecter ce qu’il croyait être le choix de la victime. Selon le tribunal, après avoir été informé de ce scandale en 1999, Houston a signalé les abus de son père aux dirigeants de l’église et en a parlé à de nombreuses reprises, notamment dans le journal Sydney Morning Herald en 2002. Le juge a ainsi conclu que la gestion de Houston était « le contraire d’une dissimulation ».
En 2022, la série documentaire Hillsong: A Megachurch Exposed présente des témoignages d'agressions sexuelles et d'abus spirituels de certains dirigeants dissimulés par l'Église Hillsong. D'anciens membres dénoncent un « fonctionnement manipulateur et opaque ». Pour l'historien Sébastien Fath « il n’est pas impossible que l’Église Hillsong disparaisse d’ici quelques années »,.

## Détournement de dons
En août 2022, une employée de l'Église Hillsong  dépose une plainte pour détournement des dons des membres  afin d'octroyer de « gros cadeaux en espèces » à Brian Houston et à d'autres dirigeants.
En 2023, un parlementaire australien a accusé l’Église de blanchiment d’argent, d’évasion fiscale et de dépenses luxueuses pour les pasteurs et collaborateurs facturées à l’Église, en raison de documents financiers en sa possession. L’Église a répondu que de nouvelles politiques financières seraient mises en place afin que cela ne se reproduise pas.

## Controverses et critiques
En 2015, l'église Hillsong a été critiquée pour sa puissance financière car elle avait généré plus de 80 millions de dollars en Australie et 100 millions de dollars à l'international en 2015.
En 2015, l’église de New York a démis de ses fonctions le dirigeant de la chorale en raison de son homosexualité. Brian Houston a dit que les gays étaient bienvenus à l’église, mais qu’ils ne pouvaient pas occuper de fonction de direction. Le pasteur Carl Lentz indique pour sa part que les gays étaient nombreux dans son église et qu'il priait pour qu'Hillsong soit toujours accueillante,.
En 2018, le pasteur Carl Lentz de Hillsong Church New York a été critiqué par des médias pour avoir mis sur le devant de la scène des fidèles qui sont de jeunes célébrités influentes, comme Selena Gomez, Justin Bieber et Kevin Durant. Il a répondu que Hillsong était ouverte à tous, y compris les célébrités qui sont souvent isolées et qui ont aussi des besoins spirituels.
En France, en 2018, selon le magazine Vice, l'ambiance similaire à un concert drainerait un public composé en majorité par des jeunes de moins de trente ans, avec une apparence vestimentaire soignée, lors des services ou conférences,.
En 2020, d'anciens membres de l'église ont accusé l'église d'exploitation des bénévoles, en raison de surcharges de travail, manques de reconnaissance et interventions dans la vie privée,. Hillsong a répondu qu’une enquête interne avait été lancée en 2018 après la réception d’une plainte et qu’une équipe mondiale de ressources humaines avait été mise en place, ainsi qu’un code de conduite éthique pour encadrer le travail bénévole et une adresse courriel pour faciliter les dénonciations.

## Documentaire
- Hillsong : a megachurch exposed en 2022.